# 경동도시가스
경동도시가스는 대한민국의 가스 제조 및 배관공급기업이다.

## 역사
1977년 6월 울산연탄으로 설립해서, 1982년 울산에너지로 상호를 변경한다.

## 참조
1. ↑  향토기업 특선 - <2>울산 ㈜경동도시가스를 가다 《서울신문》, 2013년 1월 14일